# 善燾
宗室善燾（穆麟德轉寫：Uksun Šantoo，1817年10月9日—1861年2月14日，嘉慶二十二年八月二十九日子時－咸豐十一年正月初五日酉時），原名圖山，字溥泉。清朝遠支宗室鑲白旗第三族奕字輩，清朝政治人物。

## 生平
道光八年（1828年）中式戊子科宗室鄉試舉人。
道光十二年（1832年）壬辰恩科第二甲第六十六名進士出身。五月，選翰林院庶吉士。
十三年（1833年）四月，散館，授翰林院編修。七月，以編修充任日講起居注官。八月，升詹事府右春坊右中允，隨即轉左春坊左中允。九月，升翰林院侍講。充國史館協修、功臣館提調官。十月，幫辦翰林院事。
十四年（1834年）八月，以侍講充甲午科順天鄉試同考官。十月，轉翰林院侍讀。十二月，升國子監祭酒。
十五年（1835年），以祭酒稽查右翼宗學。充乙未恩科鄉試磨勘官，因發生遺漏及未經查詢遭交部議處。
十六年（1836年）三月二十二日，以祭酒署理大理寺卿。九月初七日，擢太僕寺卿。
十七年（1837年）四月二十一日，升都察院左副都御史。九月初八日，會奏受理「福建嘉義縣民人謝相以酷押斃命、縱盜加冤等詞赴都察院衙門京控案」。
十八年（1838年）三月，派赴西陵查看紅樁；隨道光帝至先農壇，行禮九推。四月，以左副都御史充殿試讀卷官。六月，充拔貢朝考覆試閱卷大臣、考試恩監閱卷官、行在前引大臣。八月二十日，擢任刑部右侍郎。九月十五日，兼授鑲紅旗漢軍副都統，管理鑲紅旗漢軍新舊營房事務。十一月十五日，調鑲黃旗滿洲副都統，管理鑲黃旗滿洲新舊營房事務。十二月，暫署步軍巡捕五營右翼總兵，兼充崇文門右翼監督。
十九年（1839年）正月二十八日，改授兼步軍營右翼總兵，暫署左翼總兵。二月初四日，調戶部右侍郎兼管錢法堂事務。三月，奏報：「滇省起運丁酉年、黔省起運戊戌年等銅、鉛船隻，迄今均未據咨報行抵何處，查本局庫貯銅斤只敷本年九月分鼓鑄之用，應請敕下沿途各督撫等實力催趲，倘有藉詞逗遛、地方官不實力催趲，該督撫即指名嚴參。」四月，以疏防「四道口岳谷莊劫案」罰俸一年；充考試試差閱卷大臣。五月，署正黃旗漢軍副都統。六月，特命協同右侍郎吳其濬督理京省錢法；偕同步軍統領宗室奕經、左翼總兵宗室恩桂奏請嚴禁宛平、昌平交界之妙峯山娘娘廟香會，獲准。七月至九月，派遣盤查圓明園銀庫、稽查城內七倉、京通十七倉，稽查鑲白旗漢軍旗務。九月初三日，卸任右翼總兵，同月卸任右翼監督。
二十年（1840年）正月，暫代內大臣班。三月，以戶部右侍郎署理步軍營右翼總兵。充考試試差閱卷大臣、庚子科會試覆試閱卷官、庚子恩科鄉試覆試閱卷官、對引大臣。四月，因寶泉局銅斤被竊，請將防範不嚴之大使賡德等人撤職察議，獲准。五月至七月，遵旨查看天壇各壇、太廟、社稷壇樹株，並查明鋸釤及應除枯枝情形，請工部會同太常寺查明載冊詳慎辦理，獲准。八月，奉派會同兵部尚書裕誠赴盛京履勘估價永陵啟運殿、盛京清寧宮鳳凰樓工程。十月，署理鑲黃旗護軍統領。十二月十三日，調吏部右侍郎，仍兼署戶部右侍郎兼管錢法堂事務。
二十一年（1841年）正月，充對引大臣。二月，奏報戶部庫存白鉛短缺，請旨催促寶泉局鑄造錢文。五月十九日，會同吏部、都察院、大理寺會議具題「福建噶瑪蘭廳寄居民人林遜雨戳傷林闕身死」案之律例見解及官員處分。七月二十二日，會同吏部、兵部、都察院、大理寺會議具題「福建臺灣縣革兵陳金聲等輪姦犯姦婢女連招內傷身死」案之律例見解及官員處分。八月，充崇文門副監督。九月，以吏部右侍郎兼署戶部右侍郎兼管錢法堂事務，兼署右翼總兵。十二月，偕同署步軍統領宗室恩桂、署左翼總兵麟魁奏言：「畿輔五營槍兵僅一千名，擬將原設之藤牌兵三百八十三名均行裁撤，改為槍兵，並於各營差防兵丁內挑取六百十七名，以足一千之數，合舊額計二千名輪流操演，以資捍衛」，得旨允准施行。
二十二年（1842年）正月，以吏部右侍郎兼署刑部右侍郎。二月，以吏部右侍郎署理京營左翼總兵，充考試漢缺御史閱卷大臣。五月，再署理京營左翼總兵。七月，奉派揀選太常寺贊讀官。十月二十一日，授兼京營右翼總兵。充覆核朝審、清查內倉大臣。十二月，實授兼鑲紅旗護軍統領。
二十三年（1843年）四月初三日，轉吏部左侍郎，仍兼鑲紅旗護軍統領、右翼總兵；初五日，調戶部右侍郎兼管錢法堂事務，仍兼右翼總兵。閏七月十六日，授馬蘭鎮總兵兼總管內務府大臣。九月，偕同宗室永康、宗室載鈖奏報明陵寢十項急修，請旨交本年查勘歲修工程大臣勘估修理。
二十四年（1844年）正月，奏陳皇陵青樁以外官山界內樹株被竊之情況。偕同直隸總督訥爾經額會議〈巡防章程〉四條：「一、官山深僻之處應酌添撥汛，以期周密；一、青樁內外居民應編保甲以戢奸宄；一、營汛獲犯應送地方官審辦以免濫責；一、官山一帶應申明巡查舊制以憑考覈。」交部議准施行。七月，因疏忽景陵陳設各物件被老鼠齧傷，遭交部議處。八月，奉派修理景陵陳設，遭處分降二級留任。
二十五年（1845年）正月，奏報修繕端憫固倫公主園寢饗堂、移請神牌事宜。三月二十七日，因病陳請告退總兵職，開缺回旗，四月初一日允准。六月，因「直隸民人李鑑堂京控案」審辦疏失，遭交部議處。七月，處分刑部失察積壓案件歷任官員，遭罰俸一年。
二十七年（1847年）八月十九日，賞給副都統銜，充烏里雅蘇臺參贊大臣，十二月到任。
咸豐二年（1852年）七月，以參贊大臣兼署烏里雅蘇臺將軍。八月，奏陳循例撥給科布多餉銀事宜。九月，派員巡查烏里雅蘇臺所屬金礦無偷挖情形。十一月，與定邊左副將軍札拉芬泰、參贊大臣車林多爾濟共同捐資助餉。十二月十四日，召回京師當差。
三年（1853年）三月，返抵京師。五月十七日，授盛京工部侍郎。先是，盛京刑部主事明祿稟請盛京將軍宗室奕興代奏陳情；盛京刑部侍郎書元則「奏參明祿乖僻妄為、協領塔芬布、佐領恩合父子挾制上司」各一摺，十二月，咸豐帝命刑部尚書柏葰前往盛京偕同善燾審訊。
四年（1854年）正月，盛京刑部侍郎書元再度奏參「協領塔芬布、佐領恩合父子狼狽為奸、將軍奕興曲為袒護」，咸豐帝申明一併交柏葰、善燾審理。二月，因解任承德縣知縣延瑞以冤抑難伸等詞呈請代奏，善燾將延瑞供詞直接咨送軍機處，被咸豐帝責怪不知慎密，遭降級留任。同月，會同柏葰審訊完結定擬具奏，分別將明祿、塔芬布、恩合發遣、奕興革職交宗人府議處、書元交吏部議處；另奏請於盛京將軍衙門設立讞局，被咸豐帝否決。以盛京工部侍郎充牛馬稅監督，善燾以軍務未蕆、經費浩繁，奏請將現存牛馬羨餘全數捐輸，獲准。
五年（1855年）五月，奉派會同盛京將軍英隆監收奉天官莊榖石。八月初四日，調盛京刑部侍郎。
六年（1856年）七月初八日，調盛京工部侍郎。九月，奏報盛京宮殿因連日陰雨導致坍塌滲漏、應行修理情形。十二月初三日，召京，署理正黃旗漢軍副都統；次日，授正紅旗蒙古副都統。
七年（1857年）正月初八日，署理山海關副都統。正月十五日，調正白旗滿洲副都統。二月十二日，因病奏請開缺回旗。
咸豐十一年（1861年）正月初五日卒，年六十四歲。

## 家庭及關聯
- 六世祖：肅武親王豪格（1609年－1648年），清太宗文皇帝第一子，封和碩肅親王，授靖遠大將軍，革爵幽禁自盡；後追復肅親王，諡武，配饗太廟。
- 五世祖：顯懿親王富綬（1643年－1670年），豪格第四子，襲封和碩親王，改號為和碩顯親王，諡懿。
- 本生高祖父：顯密親王丹臻（1665年－1702年），富綬第四子，襲封和碩顯親王，諡密。
- 承繼高祖父：已革輔國將軍伽蘭保（1669年－1711年），富綬第六子，封三等輔國將軍，官護軍統領，緣事革爵革職發配盛京。
- 曾祖父：宗室襄德（1695年－1754年），第一子，伽蘭保承繼子，閑散。
- 祖父：宗室保英（1721年－1776年），襄德第二子，閑散。
- 父：宗室慶傑（1761年－1821年），保英第四子，官至熱河副都統、馬蘭鎮總兵。
- 母：馬佳氏，慶傑正室，武保之女。
- 善燾排行第二，有一兄：
  - 岐山（1787年－1805年），過繼予胞伯慶嵩為嗣。

### 妻妾
- 正室：周佳氏，慶恒之女。
- 側室：王氏，王順之女。

### 子女
有一子。
- 成功（1853年－1854年），庶王氏出，早卒。